# Unione Sportiva "Sempre Avanti" Piombino 1933-1934
Questa voce raccoglie le informazioni riguardanti l'Unione Sportiva "Sempre Avanti" Piombino nelle competizioni ufficiali della stagione 1933-1934.

## Divise
| Casa |

## Rosa
| N. |                   | Ruolo | Calciatore           |
| -- | ----------------- | ----- | -------------------- |
|    | Italia (bandiera) | P     | Livio Beltrame       |
|    | Italia (bandiera) | A     | Renato Badiani       |
|    | Italia (bandiera) | A     | Bruno Chiavacci (II) |
|    | Italia (bandiera) | A     | Gino Geri            |
|    | Italia (bandiera) | C     | Giannicchi           |
|    | Italia (bandiera) | C     | Giovanni Giuliani    |
|    | Italia (bandiera) | C     | Grevi                |
|    | Italia (bandiera) | A     | Alberto Guasconi     |
|    | Italia (bandiera) | A     | Siro Iaconi          |

| N. |                   | Ruolo | Calciatore            |
| -- | ----------------- | ----- | --------------------- |
|    | Italia (bandiera) | P     | Altemio Mangini       |
|    | Italia (bandiera) | C     | Rolando Marianelli    |
|    | Italia (bandiera) | C     | Ettore Maselli        |
|    | Italia (bandiera) | C     | Francesco Masini      |
|    | Italia (bandiera) | C     | Pacini                |
|    | Italia (bandiera) | C     | Dante Pepi (capitano) |
|    | Italia (bandiera) | D     | Sergio Pitti          |
|    | Italia (bandiera) | D     | Luigi Scalerandi      |
|    | Italia (bandiera) | C     | Sparapani             |

## Risultati

### Prima Divisione

#### Girone di andata
| Piombino 24 settembre 1933 1ª giornata | Sempre Avanti | 0 – 0 referto | Fiorentina B | Campo Giuseppe Salvestrini |

| Livorno 1º ottobre 1933 2ª giornata | Livorno B | 6 – 1 | Sempre Avanti | Stadio Ardenza |

| Piombino 8 ottobre 1933 3ª giornata | Sempre Avanti | 2 – 0 | Aquila Montevarchi | Campo Giuseppe Salvestrini |

| Arbitro: | Saraceni (Roma) |

|              |           |  |
| Bellotti 16’ | Marcatori |  |

| Arbitro: | Pannunzi (Roma) |

|                      |           |  |
| Masini 66’, 67’, 73’ | Marcatori |  |

| 29 ottobre 1933 6ª giornata |  | – Riposo |  |  |

| Arbitro: | Piccoli (Bologna) |

|                                         |           |                             |
| Andreoli , rig’, 0’, 0’ Rivolo Galluzzi | Marcatori | Guasconi ?’ (aut.) Guidotti |

| Arbitro: | Filosa |

|                   |           |           |
| Guasconi 68’, 75’ | Marcatori | 27’ Nassi |

| Arbitro: | Pasinato (Venezia) |

|                          |           |  |
| Marini 22’, 88’ Zini 55’ | Marcatori |  |

| Signa 19 novembre 1933 10ª giornata | Le Signe | 2 – 2 | Sempre Avanti | Stadio del Bisenzio |

| Piombino 26 novembre 1933 11ª giornata | Sempre Avanti | 1 – 0 | Pisa | Campo Giuseppe Salvestrini |

| Piombino 10 dicembre 1933 12ª giornata | Sempre Avanti | 1 – 1 | Prato | Campo Giuseppe Salvestrini |

| Sassari 17 dicembre 1933 13ª giornata | Torres | 0 – 0 | Sempre Avanti | Stadio Torres |

| Piombino 24 dicembre 1933 14ª giornata | Sempre Avanti | 5 – 1 | Angelo Belloni | Campo Giuseppe Salvestrini |

| Arbitro: | Vaccaro (Roma) |

|       |           |                |
| Cioni | Marcatori | Iaconi Badiani |

#### Girone di ritorno
| Firenze 6 gennaio 1934 16ª giornata | Fiorentina B | 0 – 0 | Sempre Avanti | Stadio Giovanni Berta |

| Piombino 14 gennaio 1934 17ª giornata | Sempre Avanti | 2 – 2 | Livorno B | Campo Giuseppe Salvestrini |

| Montevarchi 21 gennaio 1934 18ª giornata | Aquila Montevarchi | 2 – 0 | Sempre Avanti | Campo Polisportivo Brilli-Peri |

| Arbitro: | Casalini (Livorno) |

|  |           |                            |
|  | Marcatori | 10’ Baccarini 88’ Ferretti |

| Arbitro: | Giovannoni (Bologna) |

|                                                      |           |  |
| Battistini 21’ Rossi 24’ (rig.) Savasi 40’ Gemignani | Marcatori |  |

| 18 febbraio 1934 21ª giornata |  | – Riposo |  |  |

| Empoli 25 febbraio 1934 22ª giornata | Sempre Avanti | 0 – 7 | Lucchese | Campo di via G. Puccini |

| Pontedera 4 marzo 1934 23ª giornata | Pontedera | 2 – 0 | Sempre Avanti | Campo Polisportivo Bixio |

| Viareggio 11 marzo 1934 24ª giornata | Sempre Avanti     | 0 – 0 referto | Empoli | Campo Polisportivo\| Arbitro: \| Galeati (Bologna) \| |
| Arbitro:                             | Galeati (Bologna) |               |        |                                                       |

| Piombino 18 marzo 1934 25ª giornata | Sempre Avanti | 3 – 1 | Le Signe | Campo Giuseppe Salvestrini |

| Pisa 1º aprile 1934 26ª giornata                                    | Pisa      | 4 – 0 (1 – 0) referto | Sempre Avanti | Campo del Littorio |
| \| \| \| \| \| Volk 36’ Duè 59’, 83’ Pomponi 67’ \| Marcatori \| \| |           |                       |               |                    |
|                                                                     |           |                       |               |                    |
| Volk 36’ Duè 59’, 83’ Pomponi 67’                                   | Marcatori |                       |               |                    |

| Prato 8 aprile 1934 27ª giornata | Prato | 2 – 0 | Sempre Avanti | Campo Vittorio Veneto |

| Piombino 15 aprile 1934 28ª giornata | Sempre Avanti | 2 – 1 | Torres | Campo Giuseppe Salvestrini |

| Massa 22 aprile 1934 29ª giornata | Angelo Belloni | 1 – 0 | Sempre Avanti | Stadio Dina dalle Piane |

| Piombino 29 aprile 1934 30ª giornata | Sempre Avanti | 3 – 0 | Grosseto | Campo Giuseppe Salvestrini |